# Qin Hui

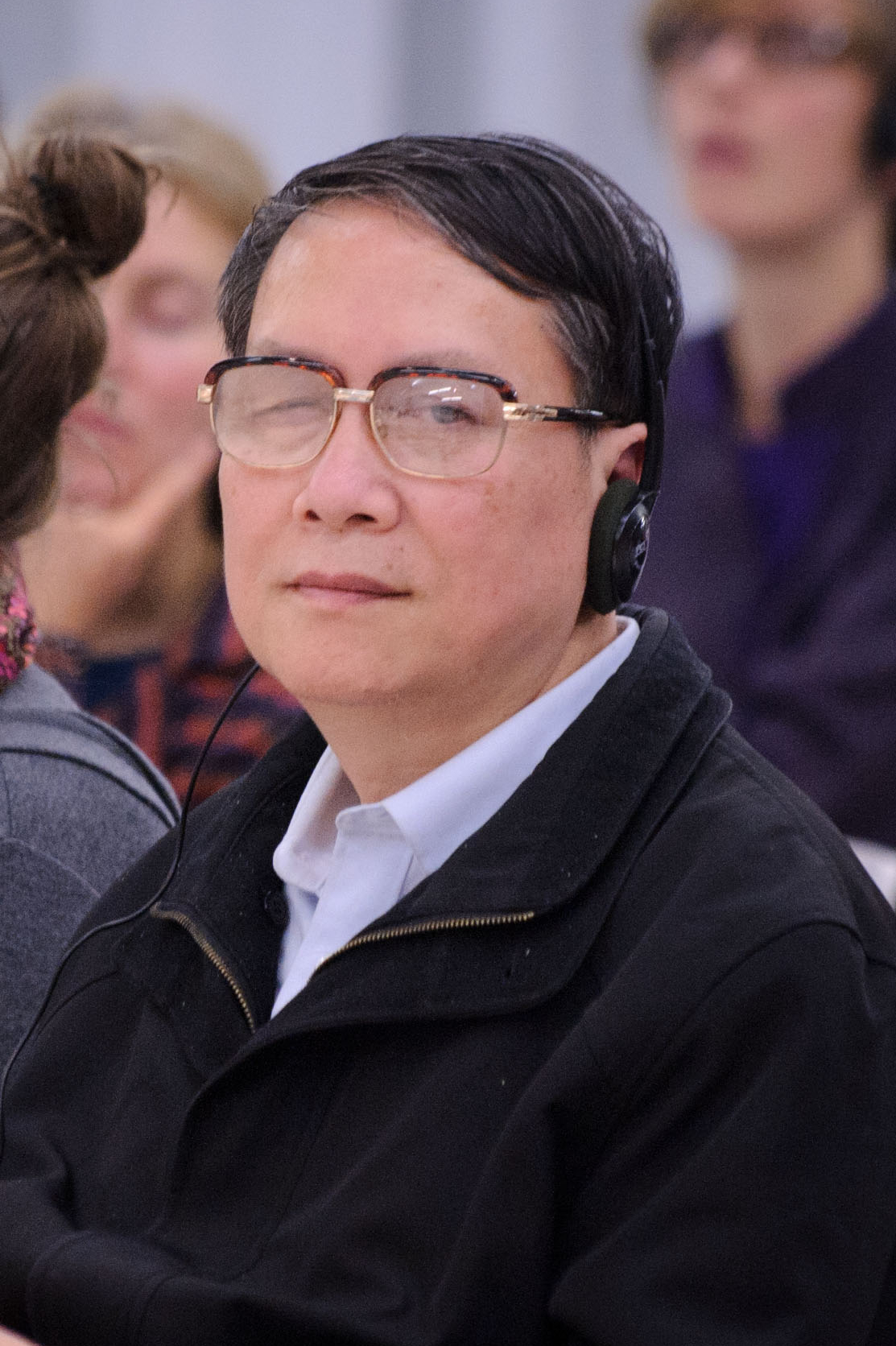
Qin Hui (2011)

Qin Hui (chinesisch 秦暉 / 秦晖; Pinyin: Qín Huī; * 1953 in  Nanning) ist ein chinesischer Historiker und Publizist mit den Arbeitsschwerpunkten chinesische Agrargeschichte und Ökonomie.

## Leben und Wirken
Nach dem Abschluss der Volksschule 1966 wurde Qin Hui Mitglied der Roten Garden in der beginnenden Kulturrevolution und kämpfte als eines ihrer jüngsten Mitglieder in den Jahren 1967-68 in Nanning. 1969 nahm er an der Landverschickung in ein abgelegenes Dorf in Guangxi teil und lebte dort neun Jahre. Anschließend studierte er nach Wiedereinführung der Hochschulzugangsprüfungen 1978 an der Universität Lanzhou Geschichte und schloss sein Studium 1981 ab. Er gehörte zu den ersten Magisterabsolventen nach dem Ende der Kulturrevolution.
Nach seinem Abschluss unterrichtete er an der Shaanxi Normal University, seit 1992 als Professor. Im Jahr 1995 wechselte er als Professor für Geschichte an die Tsinghua-Universität in Peking und verbrachte die Jahre 2003-04 als Gastforscher am Fairbank Center for Chinese Studies der Harvard University. Seit Anfang der 90er Jahre wendet er sich außer historischen und gegenwartsbezogenen Fragen der Agrarwissenschaft auch allgemeinen ökonomischen Fragen zu. Nach seiner Emeritierung 2018 wechselte an die Chinesische Universität Hongkong, wo er zur Zeit Politikwissenschaft unterrichtet.
Qin Hui ist mit der Osteuropahistorikerin Jin Yan (金雁 Jīn Yàn) verheiratet.

## Veröffentlichungen

### Monographien
- Idyllendichtung und Rhapsodien: Die Region Guanzhong als Beispiel in der Frühmoderne《田园诗与狂想曲：关中模式与前近代社会的再认识》， 1996年，中央编译出版社。
- Geschichte der Provinz Shaanxi. Band Song-Zeit. Band Yuan-Zeit《陕西通史( 宋元卷) 》， 1997-98年，陕西师范大学出版社 。
- Die Kaiserherrschaft abschütteln. Ein geschichtlicher Rückblick auf die späte Kaiserzeit und den Beginn der Republik《走出帝制 从晚清到民国的历史回望》， 2016年，群言出版社。

### Zeitschriftenartikel
- Qin Hui: Dividing the big family assets In: New Left Review Vol II (20) March-April 2003, S. 83–110.